# 毛利修理亮
毛利 修理亮（もうり しゅうりのすけ、生没年不詳）は室町時代中期の人物で因幡国八東郡私部谷の国人領主・因幡毛利氏の当主。官職は修理亮、実名不詳。

## 経歴
室町幕府奉公衆として「永享以来御番帳」等に記されている。この他、康正2年（1456年）には内裏造営の為に段銭10貫文を因幡より献納したことが確認されている。修理亮が永享～康正年間に奉公衆の地位を獲得して以降、因幡毛利氏は幕府奉公衆という特殊な立場を利用して、南因幡周辺において勢力拡大を図るようになった。